# National Highway 28
National Highway 28 (NH 28) ist eine Hauptfernstraße im Norden des Staates Indien mit einer Länge von 570 Kilometern. Sie beginnt im Bundesstaat Uttar Pradesh in dessen Hauptstadt Lucknow und führt nach 311 km durch diesen Bundesstaat weitere 259 km durch den benachbarten Bundesstaat Bihar nach Barauni an den NH 31. In Gorakhpur kreuzt der NH 28 den NH 29.